# Luteolejeunea herzogii
Espèce
Synonymes
- Stictolejeunea herzogii Buchloh[2]

Statut de conservation UICN

 LC  : Préoccupation mineure
Luteolejeunea herzogii est une espèce de plantes de la famille des Lejeuneaceae.

## Publication originale
- Acta Botanica Fennica 132: 57. 1986.